# Cardwell (Missouri)
Cardwell è un comune degli Stati Uniti d'America, situato nello Stato del Missouri, nella contea di Dunklin.